# Полог
 Тази статия е за котловината.  За селото в Битолско вижте Полог (село).  За хипотетичния средновековен град вижте Полог (град).
Пологът или Тетовското поле (на македонска литературна норма: Полог; на албански: Pollogu) е историко-географска област в северозападната част на Северна Македония. Същото име означава статистически регион в страната. Най-големите градове са Тетово и Гостивар.

## Етимология на името
Етимологията на Полог е от славянското наименование на мястото, в което птиците снасят яйца. Алтернативен вариант за етимология е от Подлог със значение под планина. За пръв път за Полог говори Хоматиан в началото на XIII век, който казва, че „в областта Полог живеят дръговичи“.
„Това е една хоризонтална долина в подножието на Скардус, 10 часа път дълга и 2 часа широка, която се оросява от Вардар по цялото си протежение... Българите се занимават със земеделие, а албанците в планинските села със скотовъдство... Долината е една голяма градина, в която нито педя земя не е останала пуста“, пише немският ботаник Аугуст Гризебах в „Пътуване през Румелия към Бурса“, 1839 г.
„Весела и живописна“ нарича долината българският революционер и фолклорист Гьорче Петров.

## Историко-географска област
Представлява котловина, оградена от планината Шар с ридовете ѝ Рудока и Враца от запад, с рида на Бистра планина Буковик от юг и с планините Сува гора и Жеден от изток. Котловината е дълга 55 km, широка е от 8 до 10 km и се намирана на надморска височина от 300 до 600 метра. През Полога тече в североизточна посока река Вардар, която в края на котловината завива рязко на югоизток и през пролома Дервент излиза в Скопското поле.
Пологът има тектонски произход. През терциера и кватернера в долината има езеро, което след големи тектонски размествания се оттича през Дервента към Егейско море. Тектонската котловина е разположена върху 2 разседни линии, от които едната минава под Шар, а втората - под Жеден и Сува гора. През нея минават и напречни разседи, които са повлияли върху оформянето на релефа в този регион.
Река Вардар и потоците, които се спускат от Шар планина и се вливат в нея, правят полето много плодородно. Оформеното котловинно дъно е изключително удобно за земеделска обработка, а околният планински терен за скотовъдство. Тези два фактора привличат хората още от най-ранни времена и те са основна причина Пологът да е винаги изключително гъсто населен, а селата са главно в подножието на Шар, Сува гора и Жеден, за да могат едновременно да се използват и равнината и планинските склонове.
В етнографско и диалектологично отношение котловината се разделя на Горен Полог и Долен Полог (или Горни и Долни Полог), като границата между тях най-общо минава на север от село Бървеница. Днес жителите на Полога са около 30% македонци и 70% албанци. Основните населени места са градовете Тетово в Долен Полог и Гостивар в Горен Полог.

## Статистически регион
Статистически регион Полог има площ 2.417 km2 и население 304.125 души (2002). Включва 9 общини:
- Боговине
- Бървеница
- Врабчище
- Гостивар
- Желино
- Йегуновце
- Маврово и Ростуше
- Теарце
- Тетово

Полог е единственият статистически регион в Северна Македония, където македонците не са мнозинство. Етническият състав (2002) е доминиран от албанците:
- албанци – 222 679 души (73,2 %)
- македонци – 56 079 души (17,4 %)
- турци – 17 386 души (5,7 %)
- цигани – 4594 души (1,4 %)
- други – 3387 души (1,1 %)